# 羅勞爾格勒斯滕貝格山

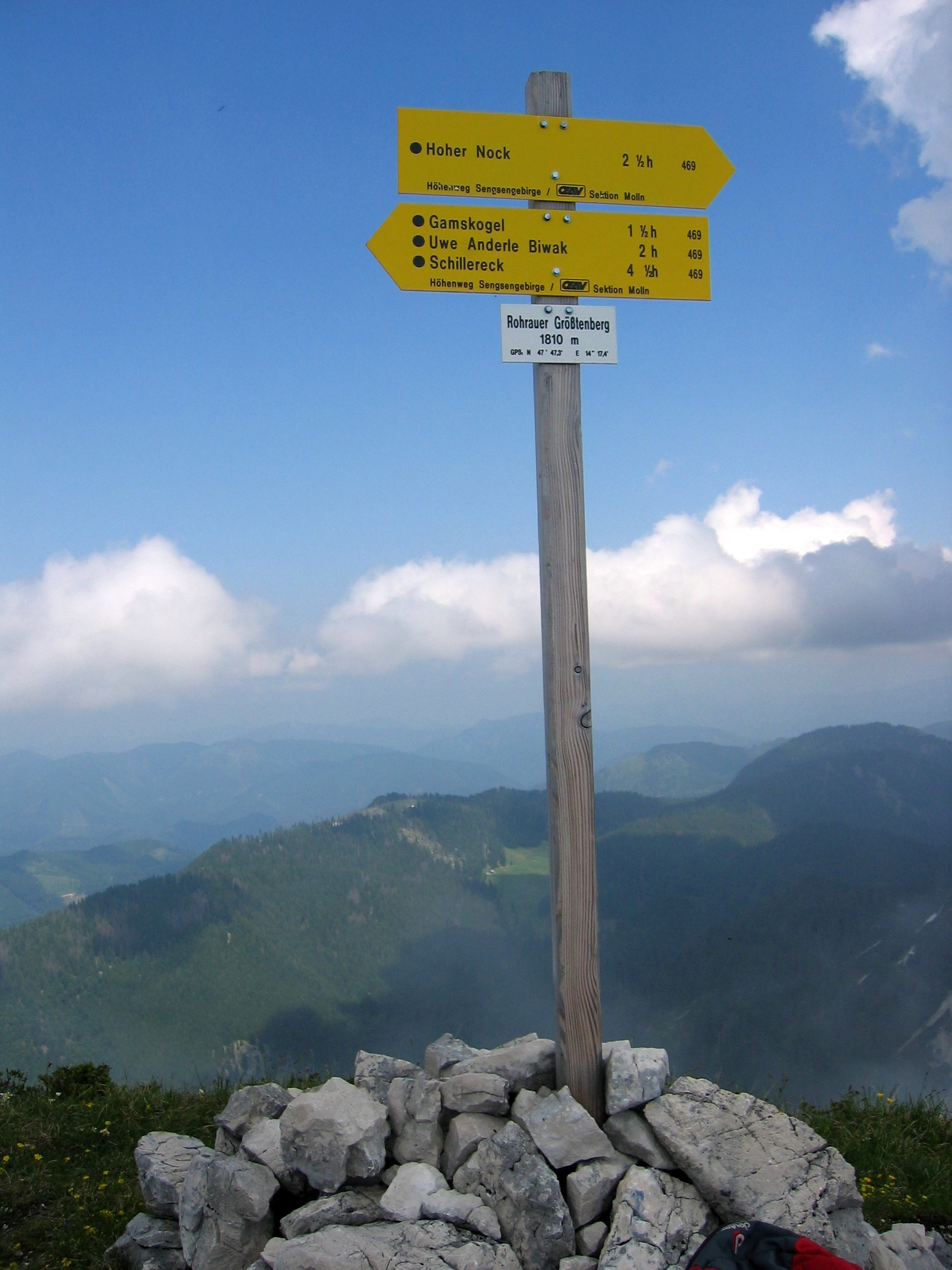

47°47′15″N 14°17′20″E / 47.78750°N 14.28889°E
羅勞爾格勒斯滕貝格山（德語：Rohrauer Größtenberg），是奧地利的山峰，位於該國北部，由上奧地利州負責管轄，屬於上奧地利前阿爾卑斯山脈的一部分，海拔高度1,810米，每年平均降雨量1,578毫米。